# Stylidium pingrupense
Stylidium pingrupense är en tvåhjärtbladig växtart som beskrevs av A. Lowrie, A.H. Burbidge och K.F. Kenneally. Stylidium pingrupense ingår i släktet Stylidium och familjen Stylidiaceae. Inga underarter finns listade i Catalogue of Life.